# Phloeomys
Phloeomys is een geslacht van knaagdieren dat voorkomt op Luzon en omliggende eilanden in de noordelijke Filipijnen. Het geslacht is waarschijnlijk verwant aan de groep van Batomys, Carpomys en Crateromys, hoewel het geslacht eerder in een aparte familie of onderfamilie (Phloeomyidae of Phloeomyinae) is geplaatst.
Het zijn zeer grote dieren, waarschijnlijk de grootste levende Muizen en ratten van de Oude Wereld (Murinae). Ze zijn sterk aan het leven in bomen aangepast. Vrouwtjes hebben slechts twee mammae. Hoewel het geslacht door een groot aantal unieke kenmerken van de andere Murinae te onderscheiden is, delen de beide soorten ook een aantal kenmerken met de Crateromys-groep.
De twee soorten zijn:
- Phloeomys cumingi – Bonte reuzenschorsrat
- Phloeomys pallidus – Nevelrat